# 吳中行
吳中行（1540年—1594年），字子道，號復菴，南直隸常州府武進縣民籍，宜興縣北渠里人，明朝政治人物。萬曆初年因與趙用賢反對首輔張居正居喪奪情被廷杖聞名。

## 生平
嘉靖四十年（1561年）辛酉科應天鄉試第一百三十二名舉人，隆慶五年（1571年）中式辛未科會試第十五名，二甲第十八名進士。改翰林院庶吉士，萬曆元年（1573年）授編修，二年（1574年）養病，五年（1577年）起復原職，首輔張居正居喪奪情，十月十八日，吳中行上《諫止張居正奪情疏》，說張居正違背“萬古綱常”，十月二十二日，與趙用賢各被廷杖六十，刑畢，吳中行氣息已絕，中書舍人秦柱帶醫生來，灌以湯藥後甦醒，身上腐肉割掉數十塊，謫魯王府審理正，不久被罷職。
萬曆十年（1582年）張居正死後，吳中行獲御史孫繼先舉薦，十一年（1583年）起復原職，六月升右春坊右中允兼編修，十一月充經筵講官，十二年（1584年）二月升司經局洗馬，管國子監司業事，十月升右諭德兼侍講，管理纂修玉牒，十三年（1585年）六月三度上疏乞歸，准馳驛養病。
萬曆二十年（1592年）十二月起為翰林院侍講學士，掌南京翰林院事。同鄉徐常吉生前曾與吳中行訴訟，事已解決，吏科右給事中王嘉謨藉此論劾，吳中行回籍聽勘，二十二年（1594年）卒。二十三年（1595年）贈禮部右侍郎，賜祭葬。

## 著作
著有《賜閒堂集》十四卷，另有《吳翰林疏》、《復菴集》等。

## 家族
曾祖吳昊；祖父吳禮，封南京戶部主事；父吳性，尚寶司丞。母段氏（封安人）；前母杜氏（贈安人）。慈侍下。兄吳可行，弟吳尚行、吳同行。
子吳雍、吳亮、吳玄、吳京、吳奕、吳亶、吳褒。孫吳柔思、吳簡思、吳剛思均為進士。

## 引用
1. ↑  （明）张朝瑞. . 《续修四库全书》史部第828册.
2. ↑  鲁小俊，江俊伟著. . 武汉：武汉大学出版社. 2009. ISBN 978-7-307-07043-1.
3. ↑  《明史·卷229》：吳中行，字子道，武進人。父性，兄可行，皆進士。性，尚寶丞。可行，檢討。中行甫冠舉鄉試，性誡無躁進，遂不赴會試。隆慶五年成進士，選庶吉士，授編修。
4. ↑  《明史·卷229》：大學士張居正，中行座主也。萬曆五年，居正遭父喪，奪情視事。御史曾士楚、吏科都給事中陳三謨倡疏奏留，舉朝和之，中行獨憤。適彗出西南，長竟天，詔百官修省，中行乃首上疏曰：「居正父子異地分暌，音容不接者十有九年。一旦長棄數千里外，陛下不使匍匐星奔，憑棺一慟，必欲其違心抑情，銜哀茹痛於廟堂之上，而責以訏謨遠猷，調元熙載，豈情也哉！居正每自言謹守聖賢義理，祖宗法度。宰我欲短喪，子曰：『予有三年之愛於其父母乎？』王子請數月之喪，孟子曰：『雖加一日愈於已。』聖賢之訓何如也？在律，雖編氓小吏，匿喪有禁；惟武人得墨衰從事，非所以處輔弼也。即云起復有故事，亦未有一日不出國門，而遽起視事者。祖宗之制何如也？事繫萬古綱常，四方視聽，惟今日無過舉，然後後世無遺議。銷變之道無踰此者。」
5. ↑  《明史·卷229》：疏既上，以副封白居正。居正愕然曰：「疏進耶？」中行曰：「未進不敢白也。」明日，趙用賢疏入。又明日，艾穆、沈思孝疏入。居正怒，謀於馮保，欲廷杖之。翰林院侍講趙志皋、張位、于慎行、張一桂、田一儁、李長春，修撰習孔教、沈懋學俱具疏救，格不入。學士王錫爵乃會詞臣數十人，求解於居正，弗納。遂杖中行等四人。明日，進士鄒元標疏爭，亦廷杖。五人者，直聲震天下。中行、用賢並稱吳、趙。南京御史朱鴻謨疏救五人，亦被斥。中行等受杖畢，校尉以布曳出長安門，舁以板扉，即日驅出都城。中行氣息已絕，中書舍人秦柱挾醫至，投藥一匕，乃蘇。輿疾南歸，刲去腐肉數十臠，大者盈掌，深至寸，一肢遂空。
6. ↑  《明史·卷194》：孫柱，以諸生授中書舍人。大學士高拱得罪，倉黃去京師，門生皆避匿，柱獨追送百里外。吳中行疏論張居正奪情，被杖下詔獄。柱挾醫視湯藥，遂忤居正，遷魯府審理正。尋假考察罷之。
7. ↑  《明史·卷229》：孫繼先，字胤甫，盂人。隆慶五年進士。居正既敗，繼先請召吳中行、趙用賢、艾穆、沈思孝、鄒元標並及余懋學、趙應元、傅應禎、朱鴻謨、孟一脈、王用汲。又薦魏學曾、宋纁、張岳、毛綱、胡執禮、王錫爵、賈三近、溫純、曹科、陳有年、朱光宇、趙參魯等諸人。既坐謫，終南京吏部主事。
8. ↑  《明史·卷229》：九年大計京官，列五人察籍，錮不復敘。居正死，士楚當按蘇、松，憮然曰：「吾何面目見吳、趙二公！」遂引疾去。三謨已擢太常少卿，尋與士楚俱被劾削籍。廷臣交薦中行，召復故官，進右中允，直經筵。大學士許國攻李植、江東之，詆中行、用賢為其黨。中行奏辨，因乞罷，不許。再遷右諭德。御史蔡系周劾植，復侵中行，中行求去，章四上。詔賜白金、文綺，馳傳歸。言者屢薦，執政抑不召。久之，起侍講學士，掌南京翰林院。同里僉事徐常吉嘗訟中行，事已解，給事中王嘉謨復摭舊事劾之，命家居俟召。尋卒。後贈禮部右侍郎。
9. ↑  龚延明主编. . 宁波: 宁波出版社. 2016. ISBN 978-7-5526-2320-8. 《天一閣藏明代科舉錄選刊.登科錄》之《隆慶五年辛未科登科錄》